# 가득초등학교
가득초등학교는 대한민국 세종특별자치시에 있는 공립 초등학교이다.

## 연혁
- 2017. 02. 02. 가득초등학교 8학급 인가
- 2017. 02. 17. 가득초등학교 준공일
- 2017. 03. 02. 가득초등학교 개교
- 2017. 03. 02. 초대 김미선 교장 부임
- 2017. 05. 01. 16학급 편성
- 2017. 09. 01. 18학급 편성
- 2017. 10. 16. 22학급 편성
- 2018. 03. 01. 26학급 편성